# Les Trois Vies de Rita Vogt
Pour plus de détails, voir Fiche technique et Distribution.
Les Trois Vies de Rita Vogt (Die Stille nach dem Schuß - The Legend of Rita) est un film historique allemand réalisé par Volker Schlöndorff en 2000.

## Synopsis
Rita Vogt est une terroriste ouest-allemande qui abandonne le combat révolutionnaire et s'installe en Allemagne de l'Est, grâce à une nouvelle identité fournie par les services secrets de ce dernier pays. Elle vit dans la peur que sa couverture soit percée, ce qui advient lors de la réunification de l'Allemagne.

## Fiche technique
- Titre allemand : Die Stille nach dem Schuß
- Titre international : The Legends of Rita
- Tite en français : Les Légendes de Rita ou Les Trois vies de Rita Vogt
- Scénario : Wolfgang Kohlhaase et Volker Schlöndorff
- Production : Karsten Brünig, Arthur Hofer, Emmo Lempert & Friedrich-Carl Wachs pour Babelsberg Film GmbH, Mitteldeutscher Rundfunk (MDR), Mitteldeutsches Filmkontor (MDF)
- Photographie : Andreas Höfer
- Durée : 103 min
- Pays :  Allemagne
- Langues : allemand / français / anglais
- Couleur : Color
- Son : Dolby Digital

## Distribution
- Bibiana Beglau : Rita Vogt
- Martin Wuttke : Erwin Hull
- Nadja Uhl : Tatjana
- Harald Schrott : Andreas 'Andi' Klein
- Alexander Beyer : Jochen Pettka
- Jenny Schilly : Friederike Adebach
- Mario Irrek : Joachim Klatte
- Franca Kastein : Anna
- Thomas Arnold (de) : Gerngross
- Dietrich Körner : général
- Rudolf Donath : père de Tatjana
- Monika Pietsch : mère de Tatjana
- Matthias Wien : Doktor Gruber
- Petra Ehlert : Beate
- Hannelore Schubert : Christa

## Récompenses
- Aux Berlinales de 2000, le film est primé :
  - d'un Ange bleu (Blaue Engel) en faveur de Volker Schlöndorff ;
  - de l'Ours d'argent de la meilleure actrice pour Bibiana Beglau et Nadja Uhl.

Il est également nommé en vue de l'Ours d'or en faveur de Volker Schlöndorff.
- Au Brothers Manaki International Film Festival de 2000, le film est primé de la Golden Camera 300 en faveur de Andreas Höfer.
- Au Emden International Film Festival de 2000, le film est nommé en vue du Emden Film Award en faveur de Volker Schlöndorff
- Aux European Film Awards de 2000, le film est nommé en vue d'un European Film Award de la meilleure actrice en faveur de Bibiana Beglau, et du meilleur scénario en faveur de Wolfgang Kohlhaase
- Aux German Film Awards de 2000, le film est nommé en vue d'un Film Award in Gold pour honorer une performance particulière de second rôle féminin (Outstanding Individual Achievement: Supporting Actress) en faveur de Nadja Uhl
- Au Festival des frères Manaki 2000, le directeur de la photographie, Andreas Höfer, reçoit le Golden Camera 300.